# Mangelia sicula
Mangelia sicula é uma espécie de gastrópode do gênero Mangelia, pertencente a família Mangeliidae.